# (5629) Kuwana
(5629) Kuwana est un astéroïde de la ceinture principale.

## Description
(5629) Kuwana est un astéroïde de la ceinture principale. Il fut découvert le 20 février 1993 à Okutama par Tsutomu Hioki et Shuji Hayakawa. Il présente une orbite caractérisée par un demi-grand axe de 3,05 UA, une excentricité de 0,08 et une inclinaison de 10,1° par rapport à l'écliptique.

## Compléments